# Haloschizopera pontarchis
Haloschizopera pontarchis är en kräftdjursart som beskrevs av Por 1959. Haloschizopera pontarchis ingår i släktet Haloschizopera och familjen Diosaccidae. Inga underarter finns listade i Catalogue of Life.